# Callipo Sport 2013-2014
Questa voce raccoglie le informazioni riguardanti la Callipo Sport nelle competizioni ufficiali della stagione 2013-2014.

## Stagione
La stagione 2013-14 è per la Callipo Sport, sponsorizzata dalla Tonno Callipo e dalla regione Calabria, la nona, la sesta consecutiva, in Serie A1: tuttavia l'annata ha un inizio alquanto travagliato in quanto il presidente Filippo Callipo, annuncia prima la chiusura del club, per poi ritornare sui suoi passi, confermando la normale partecipazione al campionato. In panchina viene confermato Gianlorenzo Blengini mentre la rosa viene quasi completamente modificata: tra le poche conferme quelle dei giovani Simone Scopelliti, Luca Presta e Simone Sardanelli, oltre a quella del più esperto Marcello Forni; tra gli arrivi si segnalano quelli di Mauro Gavotto, Alberto Cisolla, Pablo Crer, František Ogurčák, Ángel Trinidad, Patrick Steuerwald e Alessandro Farina, ritornato a Vibo Valentia dopo aver annunciato il ritiro dall'attività agonistica a pochi giorni dall'ingaggio da parte della Top Volley.
Il campionato si apre con la vittoria sul BluVolley Verona, a cui seguono però due sconfitte: dopo un nuovo successo alla quarta giornata contro la Top Volley, la Callipo Sport subisce quattro stop consecutivi; nelle ultime tre giornate del girone di andata, vincendo due gare su tre partite disputate, il club riesce a raggiungere la settima posizione in classifica, qualificandosi per la Coppa Italia. Il girone di ritorno invece è meno soddisfacente: si registrano infatti tutti insuccessi ed una sola vittoria, alla sedicesima giornata, per 3-0, contro la Pallavolo Modena, che fanno crollare la squadra calabrese, al termine della regular season, all'undicesimo posto in classifica. Partecipa quindi ai play-off Challenge Cup, ma viene eliminata ai quarti di finale, perdendo sia la gara di andata sia quella di ritorno contro il Piemonte Volley.
Il settimo posto al termine del girone di andata della Serie A1 2013-14 consente alla Callipo Sport di partecipare alla Coppa Italia: la società viene tuttavia eliminata ai quarti di finale a seguito della sconfitta per 3-0 subita contro la Pallavolo Piacenza.

## Organigramma societario
Area direttiva
- Presidente: Filippo Callipo
- Vicepresidente: Giacinto Callipo
- Supervisore generale: Michele Ferrato
- Responsabile segreteria: Carmen Maduli
- Amministrazione: Tino Cascia

Area organizzativa
- Team manager: Giuseppe Defina
- Direttore sportivo: Francesco Prestinenzi
- Addetto agli arbitri: Daniele Vivona
- Assistente spirituale: Enzo Varone
- Magazzino: Franco Nesci, Rosario Pardea

Area tecnica
- Allenatore: Gianlorenzo Blengini
- Allenatore in seconda: Antonio Valentini
- Responsabile settore giovanile: Tonino Chirumbolo
- Segretario settore giovanile: Dario Palmieri
- Manager del palasport: Ivan Ieracitano

Area comunicazione
- Addetto stampa: Francesco Iannello (dal 27 dicembre 2013)
- Speaker: Rino Putrino

Area marketing
- Responsabile marketing: Cinzia Ieracitano

Area sanitaria
- Medico: Giuseppe Topa, Antonio Ammendolia (fino al 14 marzo 2014)
- Preparatore atletico: Pasquale Piraino, Francesco Spanò
- Fisioterapista: Michele Cespites, Filippo Fuduli
- Osteopata: Angelo Pellicori
- Nutrizionista: Vincenzo Capilupi

## Rosa
| N° | Nome               | Ruolo | Data di nascita  | Nazionalità sportiva |
| -- | ------------------ | ----- | ---------------- | -------------------- |
| 1  | Simone Scopelliti  | C     | 6 aprile 1994    | Italia               |
| 2  | Ángel Trinidad     | P     | 27 marzo 1993    | Spagna               |
| 3  | Miha Plot          | L     | 11 maggio 1987   | Slovenia             |
| 4  | Patrick Steuerwald | P     | 3 marzo 1986     | Germania             |
| 5  | Stefano Thiaw      | S     | 5 gennaio 1995   | Italia               |
| 6  | Luigi Randazzo     | S     | 30 aprile 1994   | Italia               |
| 7  | Alessandro Farina  | L     | 16 maggio 1976   | Italia               |
| 8  | Marcello Forni     | C     | 11 agosto 1980   | Italia               |
| 9  | Alberto Cisolla    | S     | 10 ottobre 1977  | Italia               |
| 10 | Andrés Villena     | S     | 27 febbraio 1993 | Spagna               |
| 12 | Simone Sardanelli  | L     | 3 maggio 1994    | Italia               |
| 14 | Pablo Crer         | C     | 16 giugno 1989   | Argentina            |
| 15 | Mauro Gavotto      | S/O   | 16 aprile 1979   | Italia               |
| 17 | František Ogurčák  | S     | 24 aprile 1984   | Slovacchia           |
| 18 | Luca Presta        | S     | 6 dicembre 1995  | Italia               |

## Mercato
| Acquisti | Acquisti           | Acquisti         | Acquisti   |
| R.       | Nome               | da               | Modalità   |
| -------- | ------------------ | ---------------- | ---------- |
| S        | Alberto Cisolla    | Al-Muharraq      | definitivo |
| C        | Pablo Crer         | Bolívar          | definitivo |
| L        | Alessandro Farina  | inattivo         | definitivo |
| S/O      | Mauro Gavotto      | BluVolley Verona | definitivo |
| S        | František Ogurčák  | Piacenza         | definitivo |
| L        | Miha Plot          | Asse-Lennik      | definitivo |
| S        | Luigi Randazzo     | Lube             | definitivo |
| P        | Patrick Steuerwald | Unterhaching     | definitivo |
| P        | Ángel Trinidad     | Almería          | definitivo |
| S/O      | Andrés Villena     | Almería          | definitivo |

| Cessioni | Cessioni             | Cessioni           | Cessioni   |
| R.       | Nome                 | a                  | Modalità   |
| -------- | -------------------- | ------------------ | ---------- |
| C        | Rocco Barone         | Sir Safety Perugia | definitivo |
| C        | Simone Buti          | Sir Safety Perugia | definitivo |
| P        | Emiliano Cortellazzi | Mondovì            | definitivo |
| P        | Manuel Coscione      | Piemonte           | definitivo |
| L        | Alessandro Farina    | Top Volley Latina  | definitivo |
| S        | Denys Kaliberda      | Piacenza           | definitivo |
| S/O      | Niels Klapwijk       | Porto Robur Costa  | definitivo |
| S        | Antonio Lavia        | Bocconi            | definitivo |
| L        | Mattia Montesanti    | Cinquefrondi       | definitivo |
| S/O      | Daniel Rocamora      | Almería            | definitivo |
| S/O      | Tine Urnaut          | Arkas              | definitivo |

## Risultati

### Serie A1

#### Girone di andata
| 1ª giornata - 20 ottobre 2013 PalaValentia, Vibo Valentia  | Callipo            | 3 - 1 | BluVolley Verona  | 27-25, 25-27, 25-19, 25-21        |
| 2ª giornata - 27 ottobre 2013 PalaBanca, Piacenza          | Piacenza           | 3 - 1 | Callipo           | 25-23, 25-22, 15-25, 25-13        |
| 3ª giornata - 3 novembre 2013 PalaDeAndrè, Ravenna         | Porto Robur Costa  | 3 - 1 | Callipo           | 22-25, 25-15, 25-19, 25-23        |
| 4ª giornata - 10 novembre 2013 PalaValentia, Vibo Valentia | Callipo            | 3 - 0 | Top Volley Latina | 25-16, 25-21, 25-22               |
| 5ª giornata - 13 novembre 2013 PalaPanini, Modena          | Modena             | 3 - 2 | Callipo           | 19-25, 30-28, 25-18, 24-26, 15-10 |
| 6ª giornata - 27 novembre 2013 PalaValentia, Vibo Valentia | Callipo            | 0 - 3 | Lube              | 15-25, 20-25, 21-25               |
| 7ª giornata - 1º dicembre 2013 PalaEvangelisti, Perugia    | Sir Safety Perugia | 3 - 0 | Callipo           | 25-23, 25-18, 29-27               |
| 8ª giornata - 7 dicembre 2013 PalaValentia, Vibo Valentia  | Callipo            | 2 - 3 | Trentino          | 29-31, 16-25, 25-22, 25-23, 15-9  |
| 9ª giornata - 14 dicembre 2013 PalaValentia, Vibo Valentia | Callipo            | 3 - 0 | Città di Castello | 25-23, 25-23, 25-23               |
| 10ª giornata - 22 dicembre 2013 PalaBreBanca, Cuneo        | Piemonte           | 3 - 1 | Callipo           | 25-21, 19-25, 25-17, 25-15        |
| 11ª giornata - 8 gennaio 2014 PalaValentia, Vibo Valentia  | Callipo            | 3 - 2 | Molfetta          | 25-20, 23-25, 25-23, 22-25, 15-8  |

#### Girone di ritorno
| 12ª giornata - 11 gennaio 2014 PalaOlimpia, Verona          | BluVolley Verona  | 3 - 0 | Callipo            | 25-21, 25-22, 25-17               |
| 13ª giornata - 19 gennaio 2014 PalaValentia, Vibo Valentia  | Callipo           | 1 - 3 | Piacenza           | 25-23, 19-25, 22-25, 20-25        |
| 14ª giornata - 26 gennaio 2014 PalaValentia, Vibo Valentia  | Callipo           | 2 - 3 | Porto Robur Costa  | 29-27, 21-25, 15-25, 25-17, 13-15 |
| 15ª giornata - 2 febbraio 2014 PalaBianchini, Latina        | Top Volley Latina | 3 - 0 | Callipo            | 25-19, 25-19, 25-22               |
| 16ª giornata - 8 febbraio 2014 PalaValentia, Vibo Valentia  | Callipo           | 3 - 0 | Modena             | 27-25, 25-23, 25-19               |
| 17ª giornata - 16 febbraio 2014 PalaFontescodella, Macerata | Lube              | 3 - 0 | Callipo            | 25-22, 25-23, 25-22               |
| 18ª giornata - 23 febbraio 2014 PalaValentia, Vibo Valentia | Callipo           | 0 - 3 | Sir Safety Perugia | 17-25, 23-25, 19-25               |
| 19ª giornata - 2 marzo 2014 PalaTrento, Trento              | Trentino          | 3 - 1 | Callipo            | 25-16, 23-25, 25-17, 25-16        |
| 20ª giornata - 19 febbraio 2014 PalaKemon, PalaKemon        | Città di Castello | 3 - 2 | Callipo            | 19-25, 20-25, 25-23, 25-21, 16-14 |
| 21ª giornata - 16 marzo 2014 PalaValentia, Vibo Valentia    | Callipo           | 0 - 3 | Piemonte           | 20-25, 26-28, 23-25               |
| 22ª giornata - 23 marzo 2014 PalaPoli, Molfetta             | Molfetta          | 3 - 0 | Callipo            | 25-20, 25-22, 25-18               |

#### Play-off Challenge Cup
| Quarti di finale (andata) - 6 aprile 2014 PalaValentia, Vibo Valentia | Callipo  | 1 - 3 | Piemonte | 21-25, 14-25, 25-22, 16-25 |
| Quarti di finale (ritorno) - 13 aprile 2014 PalaBreBanca, Cuneo       | Piemonte | 3 - 0 | Callipo  | 25-20, 26-24, 25-21        |

### Coppa Italia

#### Fase a eliminazione diretta
| Quarti di finale - 29 gennaio 2014 PalaBanca, Piacenza | Piacenza | 3 - 0 | Callipo | 25-16, 25-23, 25-18 |

## Statistiche

### Statistiche di squadra
| Competizione | Punti | In casa | In casa | In casa | In trasferta | In trasferta | In trasferta | Totale | Totale | Totale |
| Competizione | Punti | G       | V       | P       | G            | V            | P            | G      | V      | P      |
| ------------ | ----- | ------- | ------- | ------- | ------------ | ------------ | ------------ | ------ | ------ | ------ |
| Serie A1     | 19    | 12      | 5       | 7       | 12           | 0            | 12           | 24     | 5      | 19     |
| Coppa Italia | -     | -       | -       | -       | 1            | 0            | 1            | 1      | 0      | 1      |
| Totale       | -     | 12      | 5       | 7       | 13           | 0            | 13           | 25     | 5      | 20     |

G = partite giocate; V = partite vinte; P = partite perse

### Statistiche dei giocatori
| Giocatore     | Serie A1 | Serie A1 | Serie A1 | Serie A1 | Serie A1 | Coppa Italia | Coppa Italia | Coppa Italia | Coppa Italia | Coppa Italia | Totale | Totale | Totale | Totale | Totale |
| Giocatore     | P        | PT       | AV       | MV       | BV       | P            | PT           | AV           | MV           | BV           | P      | PT     | AV     | MV     | BV     |
| ------------- | -------- | -------- | -------- | -------- | -------- | ------------ | ------------ | ------------ | ------------ | ------------ | ------ | ------ | ------ | ------ | ------ |
| A. Cisolla    | 12       | 82       | 61       | 11       | 10       | 1            | 8            | 7            | 1            | 0            | 13     | 90     | 68     | 12     | 10     |
| P. Crer       | 24       | 180      | 116      | 58       | 6        | 1            | 6            | 4            | 1            | 1            | 25     | 186    | 120    | 59     | 7      |
| A. Farina     | 20       | -        | -        | -        | -        | 1            | -            | -            | -            | -            | 21     | -      | -      | -      | -      |
| M. Forni      | 24       | 149      | 93       | 51       | 5        | 1            | 5            | 4            | 1            | 0            | 25     | 154    | 97     | 52     | 5      |
| M. Gavotto    | 24       | 356      | 323      | 24       | 9        | 1            | 12           | 11           | 1            | 0            | 25     | 368    | 334    | 25     | 9      |
| F. Ogurčák    | 24       | 265      | 235      | 18       | 12       | 0            | 0            | 0            | 0            | 0            | 24     | 265    | 235    | 18     | 12     |
| M. Plot       | 22       | 3        | 2        | -        | 1        | 1            | -            | -            | -            | -            | 23     | 3      | 2      | -      | 1      |
| L. Presta     | 12       | 5        | 4        | 1        | 0        | 0            | 0            | 0            | 0            | 0            | 12     | 5      | 4      | 1      | 0      |
| L. Randazzo   | 23       | 232      | 200      | 14       | 18       | 1            | 6            | 6            | 0            | 0            | 24     | 238    | 206    | 14     | 18     |
| S. Sardanelli | 8        | -        | -        | -        | -        | 0            | -            | -            | -            | -            | 8      | -      | -      | -      | -      |
| S. Scopelliti | 1        | 0        | 0        | 0        | 0        | -            | -            | -            | -            | -            | 1      | 0      | 0      | 0      | 0      |
| P. Steuerwald | 23       | 57       | 24       | 22       | 11       | 1            | 0            | 0            | 0            | 0            | 24     | 57     | 24     | 22     | 11     |
| S. Thiaw      | 0        | 0        | 0        | 0        | 0        | -            | -            | -            | -            | -            | 0      | 0      | 0      | 0      | 0      |
| Á. Trinidad   | 24       | 9        | 3        | 5        | 1        | 1            | 0            | 0            | 0            | 0            | 25     | 9      | 3      | 5      | 1      |
| A. Villena    | 12       | 15       | 12       | 0        | 3        | 1            | 3            | 3            | 0            | 0            | 13     | 18     | 15     | 0      | 3      |

P = presenze; PT = punti totali; AV = attacchi vincenti; MV = muri vincenti; BV = battute vincenti